# Lady Ruano
Lady Ruano (* 5. März 1981 in Carmen de Carupa Cundinamarca) ist eine kolumbianische Tischtennisspielerin. Sie nahm von 2004 bis 2016 an sechs Weltmeisterschaften sowie am Einzelwettbewerb der Olympischen Spiele 2016 teil.

## Werdegang
2004 nahm Lady Ruano erstmals an einer Weltmeisterschaft teil. Danach legte sie eine achtjährige Pause vom Tischtennis-Leistungssport ein um Sportwissenschaft zu studieren. Von 2012 bis 2016 war sie wieder an allen Weltmeisterschaften vertreten, kam da jedoch nie in die Nähe von Medaillenrängen.
Im April 2016 spielte sie erfolgreich im Lateinamerikanischen Kontinentalturnier in Santiago de Chile und qualifizierte sich damit für die Teilnahme am Einzelwettbewerb der Olympischen Spiele 2016. Hier schied sie in der ersten Runde gegen die Tschechin Iveta Vacenovská aus.